# Pseudoplexippus
Pseudoplexippus is een geslacht van spinnen uit de familie springspinnen (Salticidae).

## Soorten
De volgende soorten zijn bij het geslacht ingedeeld:
- Pseudoplexippus unicus Caporiacco, 1947